# Zołotariowka (obwód penzeński)
Zołotariowka (ros. Золотарёвка) – osiedle typu miejskiego w Rosji, w obwodzie penzeńskim, w rejonie penzeńskim. W 2010 liczyło 2630 mieszkańców.